# Техника и вооружение
«Техника и вооружение» — российский и советский ежемесячный военно-технический журнал, который начал свою историю с апреля 1925 года как периодическое издание Министерства обороны СССР.
До 1927 года издавался ежемесячно семью выпусками: «Военно-химическое дело», «Военно-инженерное дело», «Воздушный флот» и др., затем начал печататься единым томом. До 1932 года являлся органом Центрального совета Военно-научного сообщества и носил название «Война и техника». С января 1932 года перешёл в подчинение начальника вооружения РККА и получил название «Техника и вооружение».
В 1941 с «Техникой и вооружением» был объединён «Автобронетанковый журнал». В июне 1942 года выпуск журнала «Техника и вооружение» был приостановлен, его возобновление состоялось в 1960 году.
Публиковал материалы по военно-теоретической проблематике и оборонно-техническим вопросам к обсуждению которых привлекались учреждения и предприятия оборонно-промышленного комплекса. На его страницах отражались современные направления в совершенствовании систем вооружений, распространялся войсковой опыт подготовки, ремонта, обслуживания и сбережения боевой техники и оружия, поднимались вопросы изобретательства и рационализаторства в вооружённых силах, делались обзоры и анализ мировых и зарубежных тенденций в развитии военного оснащения армий.
Выпуск журнала прекратился в 1994 году в связи с общей реорганизацией военной печати.